# Юзеф Монтвілл
Юзеф Монтвілл (пол. Józef Montwiłł, лит. Juozapas Montvila, 18 березня 1850, маєток Мітенішки неподалік від Шети, Литва — 20 лютого 1911, Вільно) — польський підприємець, громадський діяч, філантроп та меценат.
Сколотив чималий капітал займаючись комерційною діяльністю і роботою директором Земельного банку у Вільно. Заснував понад двадцять громадських організацій і культурних об'єднань різного роду, яким надавав фінансову та іншу підтримку. Частина їх влаштувалася у відреставрованому на його кошти франциськанському монастирі у Вільне на Трокськой вулиці. Юзеф Монтвілл надавав підтримку дитячим притулкам, богадільням, лікарням.
У 1893 в будинку Юзефа Монтвілла було відкрито безкоштовні класи технічного малювання і креслення. Певний час керував ними художник І. П. Трутнєв. У 1904 на їх основі утворені курси малювання, що отримали назву малювальних класів Юзефа Монтвілла. З 1897 у цих класах викладав художник Юзеф Балзукевич; у 1904—1905 тут вчився скульптор Юозас Зікарас.

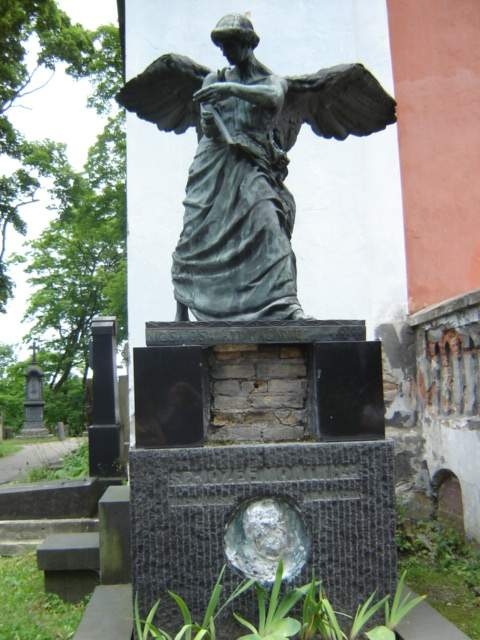
Пам'ятник на могилі Юзефа Монтвілли

До сторіччя від дня народження Адама Міцкевіча виникла ініціатива встановити пам'ятник поетові у Вільно, то пристінний пам'ятник в костьолі Св. Іоаннов (з огляду на те, що встановити пам'ятник у відкритому просторі влада не дозволила) за проектом Тадеуша Стриєнського був виконаний коштом Юзефа Монтвілла (1898).
Засновник польського товариства любителів мистецтва «Лютня» (1905) і театру «Лютня», для якого в 1910 збудував будинок на Георгіївському проспекті у Вільно (у 1984—1974 в цій будівлі на проспекті Леніна діяв Драматичний театр Литовської РСР; нині на цьому місці інша будівля, в якій розташовується Академічний театр драми Литви).
Один із засновників польського товариства друзів науки у Вільно (1907). Його грошима збудований Міський зал в Поневежесі (1913). Був одним з пайовиків при спорудженні будівлі Польського театру у Вільно на Погулянці. Після Другої світової війни в цій будівлі по вул. Басанавічюса розміщувався Театр опери і балету, а нині — Російський драматичний театр Литви.
Похований на кладовищі Расу у Вільно. Надгробний пам'ятник встановлений у 1914. Скульптура, що зображає ангела з світильником в руках, роботи скульптора Зигмунта Отто (пол. Zygmunt Otto) ,відлита у Варшаві.
У 1935 в сквері францисканського монастиря францисканського костьолу Св. Діви Марії у Вільно був відкритий пам'ятник Юзефу Монтвіллу (скульптура Болеслава Балзукевіча, 1911), що зберігся до наших днів. Ім'я Монтвілла носить Фонд польської культури (пол. Fundacja Kultury Polskiej na Litwie im. Józefa Montwiłła), що діє у Вільнюсі.